# Abaújszántó vasútállomás
Abaújszántó vasútállomás egy Borsod-Abaúj-Zemplén vármegyei vasútállomás, Abaújszántó településen, a MÁV üzemeltetésében. A belterület északi széle közelében helyezkedik el, a 39-es főút mellett, közúti elérését a főút biztosítja.

## Vasútvonalak
Az állomást az alábbi vasútvonalak érintik:
- Szerencs–Hidasnémeti-vasútvonal

## Kapcsolódó állomások
A vasútállomáshoz az alábbi állomások vannak a legközelebb:
- Abaújszántói fürdő megállóhely (Szerencs–Hidasnémeti-vasútvonal)
- Abaújkér megállóhely (Szerencs–Hidasnémeti-vasútvonal)

## Forgalom
| Járat        | Útvonal | Gyakoriság                    |
| ------------ | --- | ----------------------------- |
| személyvonat | Szerencs – Mád – Rátka – Tállya – Golop – Abaújszántói fürdő – Abaújszántó                                                  | 2 óránként                    |
| személyvonat | Abaújszántó – Abaújkér – Boldogkőváralja – Korlát-Vizsoly – Fony – Hejce-Vilmány – Göncruszka – Gönc – Zsujta – Hidasnémeti | Napi 3 pár, nyáron napi 5 pár |